# Ушедшие
«Уше́дшие» (яп. おくりびと Окурибито — досл. «провожающие») — японский фильм 2008 года, снятый режиссёром Ёдзиро Такитой. Кинокартина была удостоена ряда наград, в том числе премии «Оскар» за лучший фильм на иностранном языке (2009).

## Культурный фон
Сюжет построен вокруг того, что по японской традиции лица, оказывающие похоронные услуги, имеют очень низкий социальный статус. В древние времена этим занимались «эта» — практически неприкасаемые люди, находящиеся в самом низу сложившихся сословных отношений феодальной Японии. Обыкновенно процедура/ритуал похорон производится близкими родственниками. К служащим же похоронных бюро, которые в основной массе являются потомками эта — буракумин, относятся как к сборщикам умерших в канаве бомжей. Тема фильма, чрезвычайно графичного, о том, как талантливый человек — владелец и руководитель похоронного бюро Сёэй Сасаки (Цутому Ямадзаки) — превращает столь непрестижный бизнес в уважаемое искусство.

## Сюжет
Главный герой фильма — виолончелист Даиго Кобаяси (Масахиро Мотоки) в одночасье теряет смысл жизни после роспуска оркестра в котором он работал и которому посвящал всего себя без остатка. Поскольку карьера профессионального музыканта не удалась, он решает продать свою виолончель, которую недавно приобрёл в рассрочку за огромные деньги (18 млн. иен), и вернуться вместе со своей женой к себе на родину в город Саката (префектура Ямагата), чтобы начать жизнь заново с чистого листа. Его жена Мика (Рёко Хиросуэ), видя отчаяние супруга, пытается всячески его поддержать.
В поисках работы Даиго натыкается на объявление «Агентства НК», которое ищет сотрудника без опыта работы на короткий рабочий день для «помощи в путешествиях» и идёт на собеседование. Руководитель агентства отбросив резюме в сторону после единственного вопроса: готов ли Даиго много работать принимает его на работу, предлагая потрясённому соискателю баснословную зарплату в полмиллиона иен. Он объясняет, что работа заключается в положении покойников в гроб («НК» означает «положение во гроб» (яп. 納棺 нокан). Даиго возражает что в объявлении было написано про спокойную работу но руководитель НК отвечает что дело в опечатке в объявлении, на самом деле "работа со спокойными". На прощание руководитель всучивает Даиго пачку купюр. Вернувшись домой, Даиго не может признаться супруге, какой работой будет заниматься и отвечает, что фирма занимается церемониями.
В первый день работы Даиго играет роль покойника в DVD-инструкции по процедуре положения во гроб. Однако, настоящим кошмаром становится его первый же выезд с боссом на подготовку к поминальному обряду: чистка одежды и наложение грима на тело пожилой женщины, которая умерла дома в одиночестве и которую обнаружили только через две недели. С трудом преодолевая отвращение и сдерживая подступающую рвоту от вида и запаха её разлагающегося тела, но помня о приличных деньгах, которые платят в конце каждого дня, Даиго шаг за шагом осваивает свою новую профессию. За недюжинный профессионализм и чувство такта, родные и близкие покойных испытывают уважение и признательность к работникам «Агентства НК». Даиго восхищён мастерством своего начальника и начинает чувствовать удовлетворение от своей работы. Мика находит в ящике его стола DVD-учебник по положению в гроб и требует чтобы муж отказался от такой «отвратительной профессии». Даиго отказывается и его жена, всегда и во всём поддерживавшая его и впервые за время их совместной жизни возразившая мужу, покидает его и возвращается к родителям. Старый школьный друг Даиго Ямасита (Тэтта Сугимото), считавший, что Даиго по-прежнему играет на виолончели в оркестре, узнав о новой профессии товарища, начинает его избегать. На следующей церемонии происходит скандал: отец усопшей набрасывается на непутёвого жених со словами "Ты проработаешь всю жизнь как он (Даиго) на работе, за которую никто бы не взялся?". 
Даиго решает сообщить руководителю НК о решении уволиться, но тот за ужином рассказывает ему, как готовил к положению в гроб свою умершую жену, ставшую его первым клиентом. Даиго продолжает работать. Спустя несколько месяцев к нему возвращается жена. Оказывается, она ждёт ребёнка и не хочет, чтобы тот рос без отца, поэтому ещё раз просит его найти другой источник дохода. В эту минуту звонит телефон и менеджер агентства сообщает ему о новом задании — мать Ямаситы, Цуяко (Кадзуко Ёсиюки), которая владела местной баней, умерла. После этого, перед Ямаситой, его семьёй и своей собственной женой, Даиго готовит тело Цуяко к погребению и зарабатывает уважение и понимание всех присутствующих. Больше никто не упрекает Даиго его профессией, шаг за шагом он постигает мастерство «провожающего», супруга ждёт ребёнка и, казалось, что жизнь наладилась, но…
На имя умершей два года назад матери Даиго приходит телеграмма, извещающая о смерти давным-давно бросившего семью отца. Даиго в полном смятении: он тяжело перенёс развод родителей и не простил отцу его предательства. Ведь именно отец был важнейшим человеком его детства, но лица которого он не мог вспомнить все эти годы, как ни старался. Решив, что смерть в одиночестве — слишком малое наказание для отца за его проступок, Даиго отказывается ехать. Офис-менеджер Уэмура пытается его уговорить и рассказывает о своей жизни: когда-то давно она тоже бросила семью ради мимолётной влюблённости. Услышав об этом, Даиго приходит в бешенство. Он не понимает, как можно быть настолько безответственными родителями, но приехавшая к нему на работу Мика всё же уговаривает его поехать и проводить отца в последний путь. Зайдя в маленькую комнатку, в которой старик провёл свои последние дни, Даиго замечает, что он оставил после себя только картонную коробку, несмотря на то, что прожил более 70 лет. Человека, лежащего на тюфяке он не знает, ведь лицо отца он до сих пор вспомнить не может. Работники местного похоронного бюро приходят, чтобы забрать тело, но Даиго решает лично положить во гроб своего отца. Когда он кладёт его во гроб, Даиго находит «камень-письмо», которое он дал своему отцу, когда был маленьким. «Камень-письмо» было сжато в руках отца. Найдя неопровержимое доказательство, Даиго впервые даёт волю чувствам и прижимает «камень-письмо» к утробе Мики.

## В ролях
- Масахиро Мотоки — Даиго Кобаяси
- Рёко Хиросуэ — Мика Кобаяси
- Кадзуко Ёсиюки — Цуяко Ямасита, хозяйка сэнто
- Цутому Ямадзаки — Сёэй Сасаки, президент Агентства НК
- Кимико Ё — Юрико Уэмура, сотрудник Агентства НК
- Такаси Сасано — Сёкити Хирата, постоянный клиент сэнто Цуяко
- Тэтта Сугимото — Ямасита, сын Цуяко, старый школьный товарищ Даиго
- Тору Минэгиси — Ёсики Кобаяси, отец Даиго
- Таро Исида — господин Сонэдзаки, владелец оркестра

## Награды
- 2008 — Приз зрительских симпатий Гавайского кинофестиваля (Ёдзиро Такита)
- 2008 — Grand Prix des Amériques Монреальского кинофестиваля (Ёдзиро Такита)
- 2009 — премия «Оскар» за лучший фильм на иностранном языке
- 2009 — премия Asian Film Awards лучшему актёру (Масахиро Мотоки)
- 2009 — 10 премий Японской киноакадемии: лучший фильм, лучший режиссёр (Ёдзиро Такита), лучший сценарий (Кундо Кояма), лучший актёр (Масахиро Мотоки), лучший актёр второго плана (Цутому Ямадзаки), лучшая актриса второго плана (Кимико Ё), лучшая операторская работа (Такэси Хамада), лучший монтаж (Акимаса Кавасима), лучшее освещение (Хитоси Такая), лучший звук (Сатоси Одзаки, Осаму Онодэра)
- 2009 — две премии «Майнити»: лучший фильм, лучший звук (Сатоси Одзаки)
- 2009 — премия журнала «Кинэма Дзюмпо» за лучший фильм 2008 года.
- 2009 — Приз зрителей за лучший повествовательный фильм на кинофестивале в Палм-Спрингс (Ёдзиро Такита)
- 2009 — три премии «Золотой петух»: лучший фильм, лучший режиссёр и лучший актёр (Масахиро Мотоки)
- 2010 — Приз «Серебряный Витязь» на Международном кинофоруме «Золотой Витязь»
- 2010 — премия Hong Kong Film Awards за лучший азиатский фильм